# Терентьева, Людмила Дементьевна
Людмила Дементьевна Терентьева (1862, Херсонская губерния, Российская империя — 1883, Санкт-Петербург, Российская империя) — русская революционерка, народница, член партии «Народная воля».

## Биография
Родилась в обеспеченной семье титулярного советника, учителя народного училища.

Семья имела революционные традиции — один брат — Михаил, отбывал каторжные работы на Каре, другой, бывший городской учитель, подвергся административной высылке на Кавказ. Неудивительно, что и сестра Людмила была вовлечена в противоправительственную деятельность.
Воспитывалась в одесской Мариинской женской гимназии.

Окончила гимназию в 1878 году. Вступила в партию «Народная воля», отдельные поручения членов которой она исполняла, ещё обучаясь в гимназии.

В 1879 году принимала участие вместе с Е. И. Россиковой и Ф. Юрковским в подкопе под херсонское казначейство с целью экспрориации денежных средств для партийных нужд.

В 1880 году работала в типографии «Народной Воли» в квартире № 21 в доме 11 на Подольской улице в Санкт-Петербурге. Выполняла функции «прислуги» у «хозяев» Агаческуловых — Н. И. Кибальчича и П. С. Ивановской.

Арестована на улице 2 мая 1881 года в Санкт-Петербурге. Содержалась в Петропавловской крепости. Привлечена к суду над 20 народовольцами (Процесс двадцати). Состоялся в Особом Присутствии Правительствующего сената 9 — 15 февраля 1882 года. Признана виновной и приговорена к лишению всех прав и каторжным работам на заводах сроком на 20 лет.

Женщин, проходивших на Процессе двадцати, осужденных Л. Д. Терентьеву, Т. И. Лебедеву и А. В. Якимову готовили к отправке по этапу на Карийскую каторгу.

Однако, в 1883 году, до отправки в Сибирь скоропостижно скончалась в Петропавловской крепости.

## Версия причины смерти
П. С. Ивановская :
Савелий Златопольский во время своего суда [проходил с 28 марта по 5 апреля 1883 года] передал, что жандармы сообщили ему про смерть Л. А. Терентьевой, будто бы ей было по ошибке дано, вместо зубных капель, какое-то ядовитое лекарство. При жесточайших мучениях, оглашая тюрьму страшными криками, она скоро скончалась…
С. М. Кравчинский :
 …Молодая девушка Л.Терентьева, одна из осужденных по одесскому процессу, умерла внезапно какой-то загадочной смертью. Её будто бы нечаянно отравили, дав ей яд вместо лекарства. Однако были слухи, что несчастную девушку изнасиловали и затем отравили, чтобы скрыть преступление. Во всяком случае, её смерть длительное время утаивалась от высших органов полиции и жандармерии и не было произведено никакого расследования. Оба врача остались на своих местах.

## Мнение современников
П. С. Ивановская :
…Во время наших встреч Лилочка была ещё юная девушка, с пухлым розовым личиком, прямым высоким лбом. Льняная густая коса как бы оттягивала голову назад, что делало Лилу более стройной и значительно старше своих лет. Во всех её приемах, в серьёзном взгляде голубых глаз намечался сильный и смелый характер. Порой даже казались несколько необычными в её возрасте большая твердость, решительность, а в поступках — упорство.